# Ivan Bodiul
Ivan Ivanovici Bodiul (în rusă Иван Иванович Бодюл) (n. 21 decembrie 1917/3 ianuarie 1918, satul Alexandrovca, regiunea Nikolaev, Imperiul Rus – d. 27 ianuarie 2013, Moscova, Rusia) a fost un politician sovietic, care a îndeplinit funcția de Prim-secretar al Partidului Comunist din R.S.S. Moldovenească (1961-1980).

## Biografie
Ivan Bodiul s-a născut la data de 21 decembrie 1917/3 ianuarie 1918, în satul Alexandrovca din regiunea Nikolaev (astăzi în Ucraina), într-o familie de țărani. Conform   ar fi de etnie ucraineana. După absolvirea în anul 1937 a Colegiului Agrotehnic din Voznesensk (regiunea Nikolaev), a lucrat în calitate de agronom superior al SMT Catarjinscaia, raionul Țebricovo, regiunea Odessa. Între anii 1938-1942 a fost student la Academia de Medicină Veterinară a RKKA (Armata Roșie a Muncitorilor și Țăranilor) (Moscova).
În anul 1940 a devenit membru al Partidului Comunist al Uniunii Sovietice (PCUS). La finalizarea studiilor universitare a fost încorporat în armata regulată ca șef al serviciului veterinar 127-GO al Regimentului 59 Artilerie și al Diviziei 10 Gardă (1942-1944), șef al serviciului veterinar al Diviziilor 59 și 10 Gardă (1944-1945), apoi șef al serviciului veterinar al Corpului 10 Gardă din cadrul Armatei a 40-a (1945-1946).
După ce a fost demobilizat, fiind etnic moldovean, a fost trimis pentru a desfășura activitate economică și de partid în RSS Moldovenească. A îndeplinit funcțiile de prim-adjunct al comisarului poporului pentru agricultură din Sovietul de Miniștri (1946-1948), controlor al Consiliului pentru treburile colhozurilor de pe lângă Guvernul URSS pentru RSS Moldovenească (1948-1951), prim-secretar al Comitetului raional Chișinău al PCM (1951-1952) și director al Casei Republicane a Agronomilor (1952-1954).
Este numit apoi în funcțiile de prim-secretar al Comitetelor raionale de partid Volintiri (1954-1956) și Olănești (1956), ambele localități fiind aflate astăzi în raionul Ștefan Vodă din sudul Republicii Moldova. În anul 1956 pleacă la Moscova, unde studiază la Școala Superioadă de Partid de pe lângă CC al PCUS (1956-1958) și lucrează apoi ca instructor la secția organelor de partid a CC al PCUS (1958-1959).
În aprilie 1959 Bodiul se întoarce în RSS Moldovenească, fiind numit secretar 2 (1959-1961) și apoi prim-secretar (28 mai 1961 - 30 decembrie 1980) al Comitetului Central al Partidului Comunist din RSS Moldovenească. În perioada 1980-1985 Ivan Bodiul a fost vicepreședinte al Consiliului de Miniștri al URSS. Ca urmare a înaltelor demnități deținute, el a fost membru în Comitetul Central al PCUS (1961-1986).
A fost delegat la Congresele XXII și XXIII ale PCUS, la care este ales membru al CC al PCUS; la Congresele III, VI, VII, VIII, IX, X, XI și XII ale PCM. La Congresele III și VI a fost ales membru supleant al CC și membru al Comisiei de Revizie a PCM, iar la Congresele VII, IX, X, XI și XII - membru al CC al PCM. De asemenea, a fost deputat al Sovietului Suprem al URSS în legislaturile 5, 6, 7; deputat al Sovietului Suprem al RSSM în legislaturile 5, 6, 7; membru al Prezidiului Sovietului Suprem al RSSM.
În anul 1985 a obținut titlul de doctor în filosofie cu teza Lichidarea deosebirilor esențiale dintre oraș și sat în cazul RSSM, fapt pentru care a fost inclus alături de marii gânditori ai lumii în Dicționarul de filosofie (1985). În mai 1985 a ieșit la pensie și s-a stabilit la Moscova. Familia lui Bodiul a avut relații strânse de prietenie cu Leonid Brejnev, soția fostului politician moldovean fiind chiar stenografa liderului de la Kremlin. Are două fiice (Svetlana și Natalia), care s-au stabilit în Italia.
Într-un interviu din 27 martie 2006, acordat agenției de știri Infotag, Bodiul deplângea răcirea relațiilor dintre Republica Moldova și Rusia, susținând că Republica Moldova nu este în stare să se susțină economic fără ajutorul Moscovei.
„Moldova nu este în stare să-și dezvolte economia de una singură, fără a se integra în alte țări, mai ales, în Rusia. Statele noastre au o experiență de coexistență istorică – aduceți-vă aminte, cel puțin, de politica lui Ștefan cel Mare! Și apoi, nu trebuie să uităm că secolul globalizării impune integrarea în mod obiectiv, mai ales, în energetică, și aici Rusia nu are alternativă nici în spațiul postsovietic, nici în cel european.

De ce atunci cînd statele europene tind să dezvolte relațiile cu Rusia mica R. Moldova face exact contrariul? Involuntar, îți vine gândul că unii politicieni neclarvăzători din Moldova s-au pomenit sub influența anumitor interese geopolitice și nu văd impactul negativ al acestora asupra poporului și economiei țării.
În opinia mea, Belarus, Armenia, Azerbaidjan, Kazahstan ar putea fi pentru Moldova un exemplu de promovare a unei politici raționale. Aceste țări nu au întrerupt relațiile științifice și economice cu Rusia, și acum depășesc cu succes dificultățile perioadei de tranziție.”—Ivan Bodiul

## Prezentarea activității

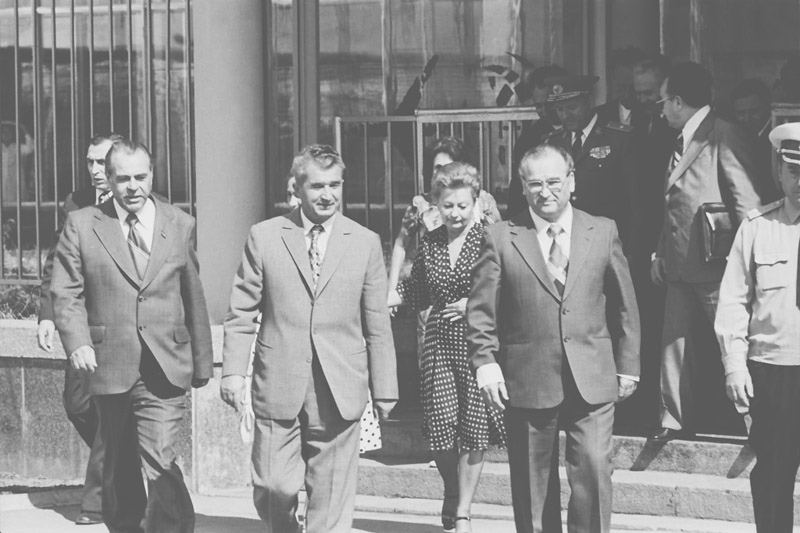
Nicolae Ceaușescu, aflat în august 1975 în vizită la Chișinău, este întâmpinat de Ivan Bodiul (persoana cu ochelari).

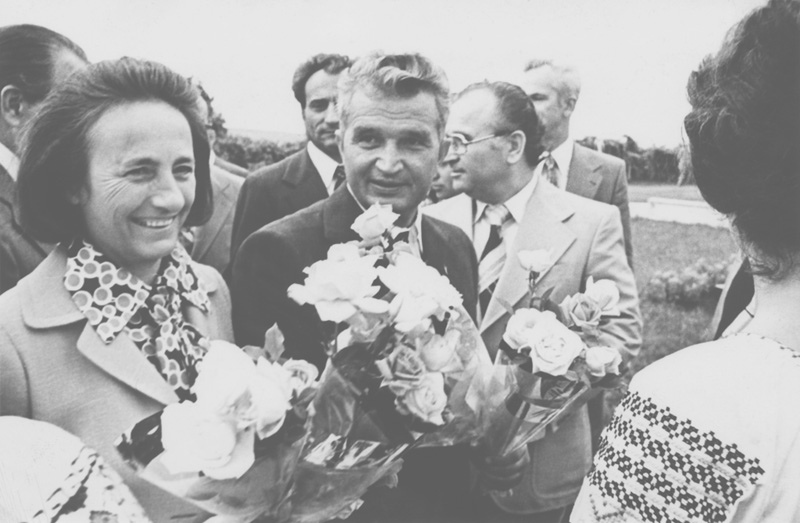
Nicolae Ceaușescu, aflat în august 1975 în vizită la Chișinău, este primit cu pâine și sare. Persoana cu ochelari din spate este Ivan Bodiul.

Cariera îndelungată a lui Bodiul se datorează în principal legăturilor apropiate ale acestuia cu liderul comunist rus Leonid Brejnev, care a fost între anii 1950-1952 prim-secretar al CC al Partidului Comunist al Moldovei. Conform memoriilor fostului șef al KGB Vladimir Efimovici Semiceastnîi (1961-1967), Bodiul l-ar fi ajutat pe Brejnev, căsătorindu-se cu stenografa acestuia, care rămăsese însărcinată cu liderul sovietic.
În opiniile istoricilor care au studiat perioada respectivă, Bodiul a fost un „dictator regional” tipic perioadei brejneviste. În calitate de prim-secretar al PCM, el s-a remarcat prin lupta dusă împotriva conștiinței naționale românești. Bodiul a opus naționalismului moldovenesc politica de rusificare a Republicii Moldova, invitând specialiști alogeni din cele mai îndepărtate colțuri ale fostei Uniuni Sovietice în detrimentul angajării în câmpul muncii a populației băștinașe care, la rândul ei, era trimisă în mod organizat în Siberia și în alte regiuni ale URSS (în special din RSFSR) pentru a schimba structura etnică a populației. A susținut ampla campanie de falsificare a adevărului științific despre limba română și istoria națională.
De asemenea, a promovat ideea complexelor agro-industriale și a gospodăriilor gigantice. După afirmațiile cunoscutei scriitoare și ziariste ruse Kapitolina Kojevnicova în publicația Vestnik, Ivan Bodiul s-a remarcat la Moscova prin raportarea eronată de victorii inexistente în muncă și majorare permanentă a indicilor economici. El a imprimat economiei un caracter unilateral, agrar și zootehnic, distrugând structura solului și periclitând echilibrul ecologic, starea sănătății și fondul ecologic al populației, prin cultivarea excesivă a tutunului și crearea unor complexe zootehnice gigantice.

## Distincții
Ivan Bodiul a primit numeroase distincții pentru activitatea sa desfășurată în perioada comunistă din Republica Moldova. Menționăm următoarele:
- 4 Ordine Lenin
- Ordinul Războiul pentru Apărarea Patriei, clasa 1 (1985)
- 2 Ordine Steaua Roșie
- Ordinul "Insigna de Onoare"

La data de 3 ianuarie 2003, Ivan Bodiul a fost decorat de președintele Republicii Moldova, Vladimir Voronin, cu cea mai înaltă distincție a Republicii Moldova, Ordinul Republicii, „pentru muncă îndelungată și prodigioasă în organele supreme ale puterii de stat, contribuție substanțială la dezvoltarea Republicii Moldova și cu prilejul împlinirii vârstei de 85 de ani”. La solemnitatea de înmânare, Bodiul a declarat că: „Decorarea mea semnifică recunoașterea meritelor generației în vârstă, a celor realizate de ea în trecut, faptul că noua Moldovă își făurește drumul său bazându-se și pe înfăptuirile noastre”.
Decorarea sa a provocat protestul Consiliului Uniunii Scriitorilor din Moldova, iar patru scriitori moldoveni (Mihai Cimpoi, Vasile Vasilache, Vladimir Beșleagă și Ion Hadârcă) au renunțat la Ordinul Republicii în semn de protest .
„Declarăm un vehement protest împotriva acestui act de reabilitare a unui personaj de tristă faimă, personaj simbol al vechiului regim totalitar, care a promovat prin toate mijloacele ce le-a avut la dispoziție o politică de deznaționalizare și rusificare forțată și metodică a populației românești autohtone și a minorităților naționale. Bodiul are pe conștiință mai multe acțiuni odioase de eliminare a limbii române din sfera administrației publice, economiei și învățământului, reprimarea cu agresivitate a tuturor manifestărilor conștiinței naționale prin înscenarea unor procese judiciare intelectualilor ce opuneau rezistență politicii oficiale (cazurile Gheorghe Ghimpu, Alexandru Usatiuc, Victor Graur, Ion Șoltoianu, Mihai Moraru, Ion Vasilenco ș.a.; este și cazul mai multor scriitori lipsiți de dreptul de a publica, de a activa și ale căror cărți au fost interzise, cenzurate și aspru criticate; în acest sens este de ajuns să-i pomenim pe Ion Druță, Vasile Vasilache, Serafim Saka și mulți alții). El a inițiat cu deosebit zel campania de distrugere și închidere a lăcașurilor sfinte (biserici, mănăstiri, case de rugăciuni, sinagogi ș.a.). Ivan Bodiul a susținut ampla campanie de falsificare a adevărului științific despre limba română și istoria națională.”—Declarația Consiliului Uniunii Scriitorilor din Moldova, 22 ianuarie 2003

## Deces
Ivan Bodiul a decedat la 27 ianuarie 2013, în vârstă de 95 de ani, la Moscova, unde se stabilise din 1985.